# Felix (Jurist)
Felix war ein spätantiker römischer Jurist des 6. Jahrhunderts.
Felix begegnet in der wohl 538 abgefassten Einleitung (lateinisch praefatio) zu den beiden abschließenden Büchern von Cassiodors Variae. Enthalten sind darin amtliche Äußerungen eines praefectus praetorio Italiens, der das Amt seit 533 innehatte. Der Jurist Felix wird in diesem Zusammenhang als hartnäckiger Gehilfe des Verfassers erwähnt. Er wird mitverantwortlich gemacht für stilistische Schwächen der Sammlung (viri prudentissimi, cuius participatus sum in omni causa consilium), die nicht allein auf Zeitmangel zurückzuführen seien.
Felix werden bei Cassiodor ein untadeliger Charakter, ausgezeichnete juristische Kenntnisse (scientia iuris eximius) und hohe Redekunst (verborum proprietate distinctus) bescheinigt. Es liegt nahe, dass er der Assessor des Prätorianerpräfekten (vir illustris) war, was höchste Würde (comitiva primi ordinis) bedeutet.